# 898
Cette page concerne l'année 898  du calendrier julien.
L'année 898 est une année commune qui commence un dimanche.

## Événements
- 1er ou 3 janvier : Charles III le Simple devient roi de Francie occidentale, établi sur le trône sans difficultés à la mort d'Eudes[1] (fin en 922).
- Janvier : début du pontificat de Jean IX (fin en 900)[2].
- Printemps : Charles le Simple repousse les Vikings sur la Somme[3].
- Mai : Guillaume le Pieux s’intitule « duc d’Aquitaine » dans une charte pour Saint-Julien de Brioude[4].
- Juillet : l'empereur byzantin Léon VI le Sage épouse sa maitresse Zoé Tzaoutzina, fille de Stylianos Tzaoutzès[5].
- Automne[6] : Adalbert II de Toscane est battu et capturé par Lambert de Spolète près de San Donnino[7].
- 28 décembre : le duc de Bourgogne Richard le Justicier remporte une victoire sur les Normands à Argenteuil, près de Tonnerre[8].

- Installation à Saada, dans le nord du Yémen, de Al-Hâdi Yahya Ibn al-Hussein, créateur de l'Imamat Zaydite, régime politico-religieux qui durera jusqu'à la révolution républicaine de 1962[9].
- La flotte byzantine qui défendait les bases navales d’Asie mineure, est battue par la marine musulmane sur les côtes de Cilicie[10].
- Guerre civile en Grande-Moravie entre Mojmír II et son frère Svatopluk. Intervention du roi Arnulf de Carinthie qui renvoie les troupes du margrave d'Ostmark Aribo et de Liutpold de Bavière[11].
- Liutpold est mentionné comme marquis en Bavière[12].
- Les Magyars, venus du nord-ouest, passent sous les murs de Kiev[13].